# Târgu Frumos
Târgu Frumos là một thị trấn thuộc hạt Iași, România. Dân số thời điểm năm 2002 là 13619 người.